# Creech St Michael
Creech St Michael is een civil parish in het bestuurlijke gebied Somerset West and Taunton, in het Engelse graafschap Somerset met 2416 inwoners.

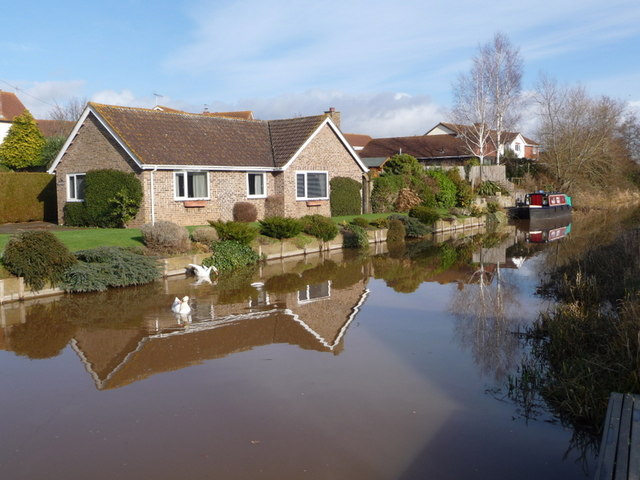